# Quípar
El río Quípar (del árabe Al Quipir) es un pequeño río, afluente del Segura por su margen derecha, que discurre en su totalidad por territorio de la Región de Murcia (España).

## Curso
El Quípar nace en la zona meridional del municipio de Caravaca de la Cruz, en las proximidades de La Junquera, donde se le unen diversas ramblas y arroyos, tales como la rambla de Tarragoya, el barranco de La Junquera o el barranco Munueras, recogiendo las aguas de la vertiente sureste del Macizo de Revolcadores (perteneciente a Moratalla), la Sierra de Mojantes o las sierras del sur del término de Caravaca. 
Recorre el denominado estrecho de la Encarnación, paraje de especial belleza natural e interés arqueológico, cuando el Quípar atraviesa las proximidades de la Sierra de las Cabras.
Discurre posteriormente por el término municipal de Cehegín, paralelo al río Argos. Durante su recorrido por este municipio bordea los restos arqueológicos de Al Quipir, y unos kilómetros más adelante los de la ciudad visigoda de Begastri. 
Sigue su recorrido regando los cultivos adyacentes y dando riqueza al paisaje. Atraviesa las antiguas minas de Gilico, donde se forma un pequeño lago por el corte que hizo la mina en el suelo. Unos kilómetros aguas abajo recibe el canal que transfiere las aguas sobrantes del embalse del Argos, para llegar al embalse de Alfonso XIII, ya en el término municipal de Calasparra, que se encuentra dentro de la zona ZEPA denominada Sierra del Molino, Embalse del Quípar y Llanos del Cagitán. 
Finalmente desemboca en el río Segura justo antes del Cañón de Almadenes, impresionante cañón por el que discurre el Segura al cruzar las estribaciones de la Sierra del Molino, entre los municipios de Calasparra y Cieza.

## Flora y fauna
La vegetación que predomina en la cuenca del Quípar la constituyen principalmente repoblaciones forestales de pino carrasco con algunas encinas y sotobosque del matorral mediterráneo como enebros, sabinas, encina coscoja, maholetos, romero, jaras, esparto y albardín. En las zonas húmedas se pueden citar sauces, taray, juncos, rosales silvestres, zarzas y carrizos.